# بخش واناپارتی
بخش واناپارتی (به انگلیسی: Wanaparthy district) یک منطقهٔ مسکونی در هند است که در تلانگانا واقع شده‌است. بخش واناپارتی ۲٬۸۱۶٫۴ کیلومتر مربع مساحت و ۱٬۲۳۸٬۶۶۰ نفر جمعیت دارد.